# Cedrick Bowen
Cedrick Bowen (Marietta, 5 settembre 1992) è un cestista statunitense.